# Radikálová kopolymerace
Radikálová kopolymerace je polymerizační reakce, při níž dochází ke vzniku kopolymeru, který vzniká ze dvou nebo více různých monomerů. Tím se liší od radikálové polymerace, která probíhá podobným mechanismem, ale nedochází u ní ke konkurenci různých monomerů v průběhu propagačních reakcí.
Jednotlivé monomery mají různou reaktivitu na základě jejich struktury, proto budou mít i odlišnou schopnost zabudování do řetězce. Složení výsledných kopolymerů se tedy může více či méně lišit od složení reakční směsi v násadě. Radikálovou kopolymerizací lze získat statistické i alternující kopolymery.
Vlastnosti polymerů jsou obecně velice spojeny s jejich vnitřní strukturou a proto kopolymerace umožňuje modifikaci fyzikálních a mechanických vlastností polymerů. Může takto docházet ke kombinaci vlastností a nebo k získání úplně nových. Může tak docházet ke zlepšení mechanické a tepelné odolnosti, změně elasticity, možnosti sesíťování a mnohých dalších vlastností. Například kopolymerací ethylenu a propylenu, jejichž homopolymery jsou tuhé termoplasty, vznikne ethylen-propylenový kaučuk.

## Průběh kopolymerace[1]
Při radikálové kopolymeraci se uplatňují stejné elementární reakce jako při radikálové homopolymeraci: iniciace, propagace a terminace. Pro zjednodušení bude brána jako ukázka kopolymerace dvou monomerů M1 a M2 (bipolymerace):

### Iniciace
Iniciace je prvním krokem polymerizační reakce, během ní se vytvářejí aktivní centra, na kterých se vytváří polymerový řetězec. Aktivním místem pro radikálovou polymeraci je volný radikál, který vzniká různými způsoby, jako jsou ionizující záření, tepelný rozklad atd.
V iniciační reakci bipolymerace vzniknou dva typy růstových center:
{\displaystyle {\begin{array}{rcl}I&\longrightarrow &2R^{\cdot }\\R^{\cdot }+M_{1}&\longrightarrow &RM_{1}^{\cdot }\quad (P_{1}^{\cdot })\\R^{\cdot }+M_{2}&\longrightarrow &RM_{2}^{\cdot }\quad (P_{2}^{\cdot })\end{array}}}
V první reakci nám za použití iniciátoru vzniknou dva radikály, které následně reagují s monomery M1 a M2.

### Propagace
V propagační části dochází k růstu řetězce tím, že se zabudovávají postupně monomerní jednotky do řetězce. Pokud v propagační reakci je rychlost adice monomeru na konec řetězce s radikálem ovlivněna pouze poslední strukturní jednotkou, může docházet k následujícím reakcím:{\displaystyle P_{1}\cdot +M_{1}\xrightarrow {k_{11}} P_{1}M_{1}\cdot }{\displaystyle P_{1}\cdot +M_{2}\xrightarrow {k_{12}} P_{1}M_{2}\cdot }{\displaystyle P_{2}\cdot +M_{1}\xrightarrow {k_{21}} P_{2}M_{1}\cdot }{\displaystyle P_{2}\cdot +M_{2}\xrightarrow {k_{22}} P_{2}M_{2}\cdot }kde k je rychlostní konstanta popisující zabudování volné monomerní jednotky na již zabudovanou strukturní jednotku polymeru na konci řetězce.

### Terminace
Vzhledem k vysoké reaktivitě radikálů musí dojít k jejich terminaci, ta může proběhnout několika různými mechanismy jako jsou spojení dvou řetězců, spojení s radikálem iniciátoru atd. Probíhá stejně jako při terminaci radikálové homopolymerace.

## Kopolymerační rovnice[1][3]
Pro odvození poměru zabudování obou monomerů se vychází z rychlosti úbytku monomerů v reakční směsi. Přičemž se předpokládá, že monomery se spotřebovávají pouze v průběhu propagace (spotřebované množství v iniciaci je zanedbatelné v tomto poměru). Dále se počítá se stacionárním stavem, tedy s konstantním množstvím růstových center. To lze odvodit z propagačních reakcí, kde v každé této reakci se radikál pouze posouvá o jednu strukturní jednotku a nezaniká i v případě kdy dochází k zabudování jiného monomeru než je na konci řetězce. Proto musí platit:{\displaystyle k_{12}[P_{1}\cdot ][M_{2}]=k_{21}[P_{2}\cdot ][M_{1}]}
kde [M] je molární koncentrace monomeru
Tato podmínka lze využít k vyjádření koncentrace radikálů:{\displaystyle {[P_{1}\cdot ] \over [P_{2}\cdot ]}={k_{21}[M_{1}] \over k_{12}[M_{2}\cdot ]}}Rychlost úbytku monomeru M1 a M2 v kopolymerizující směsi lze vyjádřit vztahy:{\displaystyle {-d[M_{1}] \over dt}=k_{11}[P_{1}\cdot ][M_{1}]+k_{21}[P_{2}\cdot ][M_{1}]}{\displaystyle {-d[M_{2}] \over dt}=k_{22}[P_{2}\cdot ][M_{2}]+k_{12}[P_{1}\cdot ][M_{2}]}Pokud se tedy veškeré monomery zabudovávají do vznikajícího kopolymeru, tak z toho plyne, že poměr těchto rychlostí úbytků koncentrace musí být roven poměru molárních koncentrací jejich strukturních jednotek [m1] a [m2] zabudovaných v řetězci.
{\displaystyle {[m_{1}] \over [m_{2}]}={d[M_{1}] \over d[M_{2}]}={k_{11}[P_{1}\cdot ][M_{1}]+k_{21}[P_{2}\cdot ][M_{1}] \over k_{22}[P_{2}\cdot ][M_{2}]+k_{12}[P_{1}\cdot ][M_{2}]}}
Zavedením kopolymerizačních parametrů r1,r2 (vyjadřují relativní reaktivitu radikálu vůči jednotlivým monomerům):
{\displaystyle {\begin{array}{lcr}r_{1}={k_{11} \over k_{12}}&a&r_{2}={k_{22} \over k_{21}}\end{array}}}se získá kopolymerizační rovnice:
{\displaystyle {[m_{1}] \over [m_{2}]}={d[M_{1}] \over d[M_{2}]}={[M_{1}] \over [M_{2}]}\cdot {r_{1}[M_{1}]+[M_{2}] \over r_{2}[M_{2}]+[M_{1}]}}
Podle této rovnice je složení kopolymeru určeno koncentrací monomerů v reakční směsi a kopolymerizačními parametry. Ve většině případů se ale monomery zabudovávají do kopolymeru nestejnou rychlostí a proto složení kopolymeru podle této rovnice lze použít pouze v počáteční fázi kopolymerace, kdy konverze monomerů je pod 5%. Jinak je platná pouze s aktuálními koncentracemi monomeru v reakční směsi v jakémkoliv okamžiku kopolymerizace.

## Upřesnění kopolymerační rovnice
Jedním z předpokladů odvození kopolymerizační rovnice bylo, že rychlost adice monomeru na růstové centrum je ovlivněna pouze poslední zabudovanou strukturní jednotkou. Pokud ale monomery mají rozdílnou polaritu, tak může docházet k výraznému ovlivnění i předposlední strukturní jednotkou. Tato úprava tedy zdvojnásobí počet kopolymerizačních parametrů na čtyři.
{\displaystyle {\begin{array}{lcr}r_{1}={k_{111} \over k_{112}};&r_{1}'={k_{211} \over k_{212}};&r_{2}={k_{222} \over k_{221}};&r_{1}'={k_{111} \over k_{112}}\end{array}}}
kde se rozumí kxyz, že x je předposlední, y poslední a z je nově zabudovaná strukturní jednotka.
Z hodnoty těchto parametrů a jejich součinu je možné pak odhadovat kopolymerizační chování. Pokud se součin r1r2 = 0 dochází k alternující kopolymerizaci, pokud se r1r2 = 1, tak dochází k ideální kopolymerizaci a když je na intervalu (0;1), tak jde o neideální kopolymeraci (nejvíce častá). Je i možnost, že by samotné r1 a r2 byly výrazně větší než 1, ale to v případě radikálové polymerace vznikají dva jednotlivé homopolymery.